# La Terrasse à L'Estaque
La Terrasse à L'Estaque est un tableau peint par Georges Braque en 1908. Cette huile sur toile représente une ou plusieurs maisons vues d'une terrasse à L'Estaque. Elle est conservée au Musée national d'Art moderne, à Paris.

## Expositions
- Apollinaire, le regard du poète, musée de l'Orangerie, Paris, 2016 — n°89.